# Berwald Trio
Das Berwald Trio, schwedisch auch Berwaldtrion, war ein 1935 in Stockholm gegründetes schwedisches Kammermusikensemble. Das Trio wurde gebildet von der schwedischen Pianistin Astrid Berwald, der deutsch-schwedischen Violinistin Lotti Andréason (geb. Borisch) und der schwedischen Cellistin Carin de Frumerie-Luthander. Das Trio konzentrierte sich speziell auf die Musik des schwedischen Komponisten Franz Berwald. Das Trio trat bei Konzerten in Gesamtschweden auf. Es gab häufig auch Konzerte im Rundfunk. Es gab mehrere Tonträgeraufnahmen mit Kammermusik von Franz Berwald heraus. Astrid Berwald beendete 1967 im Alter von 81 Jahren ihre Mitgliedschaft in dem Trio.
Das Berwald Trio darf nicht verwechselt werden mit dem Nya Berwaldtrion, dem Neuen Berwald Trio, um den Geiger Bernt Lysell, den Bratschisten Björn Sjögren und den Cellisten Ola Karlsson.